# Balthazar de Budos
Balthazar de Budos (né au château de Portes en 1594 et mort le 24 juin 1629) est un ecclésiastique qui fut coadjuteur de l'évêque de Castres de 1616 à 1626 puis évêque d'Agde de 1627 à 1629.

## Biographie
Balthazar de Budos nait au château de Portes en 1594. Il est le troisième fils de Jacques de Budos seigneur de Portes et de Catherine de Clermont-Montoison. Il est  issu d'une famille de la « noblesse seconde » du Languedoc qui sert d'abord la maison de Joyeuse dans les années 1570-1580 mais qui obtient un avancement important à l'époque du gouvernement du Languedoc du  connétable de France Henri Ier de Montmorency. Louise de Budos, la propre sœur du futur évêque, est la 2e épouse d'Henri Ier de Montmorency et sa 3e épouse en 1601 est Laurence de Clermont-Montoison, une parente de sa propre mère. Le frère de l'évêque devient lieutenant-général dans le Gévaudan et les Cévennes et vice-amiral de France. Ces promotions sont liées à la politique de la famille de Montmorency pour implanter son influence dans son gouvernement du Languedoc.
Balthazar de Budos fait ses premières humanités chez les Jésuites de Rouen puis de La Flèche. Après quelques années d'études à Paris il obtient son doctorat de droit canon. Il devient sous-diacre en 1614 en prévision de sa promotion comme coadjuteur de l'évêque de Castres Jean VI de Fossé sans doute à la demande d'Henri II de Montmorency. Il est nommé coadjuteur le 3 octobre et simultanément évêque titulaire d'Augustopolis-en-Phrygie, et il est consacré comme tel en août 1617 par Jean de Fossé
.
Il ne succède toutefois pas à Jean VI de Fossé car Louis-Emmanuel d'Angoulême, petit-fils du roi Charles IX de France et de Charlotte de Montmorency et évêque commendataire d'Agde manifeste la volonté de résigner son bénéfice ecclésiastique au début de la décennie 1620. Le siège épiscopal se trouve vacant depuis 1622 et il devient urgent de le pouvoir. Balthazar de Budos assiste à l'assemblée du clergé de Bordeaux en 1622 et est désigné comme évêque d'Agde le 26 juin 1626 et nommé le 30 août 1627. Il assiste encore à l'assemblée du clergé de 1628 qui se tient à Fontenay et meurt moins de deux ans après sa nomination le 24 juin 1629. Il a comme successeur un autre « client » des Montmorency en la personne de Fulcran de Barrès.